# استیو گنو
استیو گنو (به فرانسوی: Steeve Guénot) (زاده ۲ اکتبر ۱۹۸۵) کشتی گیر کشور فرانسه است.
گنو با قهرمانی در المپیک پکن پس از ۸۴ سال دومین مدال طلا فرانسه در رشته کشتی فرنگی و چهارمین مدال طلا فرانسه در رشته کشتی پس از ۷۲ سال را به دست آورد.
دیدار استیو گنو با سعید عبدولی در المپیک لندن حاشیه های داوری زیادی را به همراه داشت.‏‏